# بوب جونسون (لاعب كرة قدم بريطاني)
بوب جونسون (بالإنجليزية: Bob Johnson)‏ هو لاعب كرة قدم بريطاني (وحمل سابقاً جنسية المملكة المتحدة لبريطانيا العظمى وأيرلندا) في مركز الدفاع، ولد في 25 أكتوبر 1911 في المملكة المتحدة، وتوفي في 5 مارس 1982 في المملكة المتحدة. لعب مع نادي بيرنلي ونادي روتشديل ونادي نيلسون وبيشوب أوكلاند ‏.